# Thomas-Theorem
Das Thomas-Theorem ist eine sozialwissenschaftliche Theorie, die von den US-amerikanischen Soziologen Dorothy Swaine Thomas (1899–1977) und William Isaac Thomas (1863–1947) formuliert wurde. Es wurde erstmals 1928 in ihrem Werk The Child in America: Behavior Problems and Programs veröffentlicht. Das Theorem besagt, dass menschliches Verhalten nicht nur durch objektive Gegebenheiten, sondern auch durch die subjektive Wahrnehmung und Definition einer Situation bestimmt wird.

“If men define situations as real, they are real in their consequences”

„Wenn die Menschen Situationen als wirklich definieren, sind diese in ihren Konsequenzen wirklich“

Thomas und Thomas argumentieren, dass die subjektive Wahrnehmung eines Individuums entscheidend für die Interpretation seines Verhaltens ist. Anhand des Beispiels paranoiden Verhaltens verdeutlichen sie, dass auch stark subjektiv gefärbte Wahrnehmungen wertvolle Informationen für die Verhaltensforschung liefern können. Der Schlüssel zur Deutung von Verhalten liege in der Art und Weise, wie der Handelnde seine eigene Situation wahrnimmt. Verhaltensprobleme entstehen häufig, wenn die eigene Einschätzung einer Situation von der Wahrnehmung anderer abweicht. 
Ein konkretes Beispiel, das die Autoren anführen, ist das Verhalten eines Mannes, der mehrere Menschen tötete, weil er fälschlicherweise glaubte, sie würden ihn beschimpfen, obwohl diese lediglich mit sich selbst sprachen. Die Autoren schließen daraus: Wenn Menschen Situationen als real definieren, sind die daraus resultierenden Konsequenzen für alle Beteiligten real – sowohl für die handelnde Person als auch für diejenigen, die von ihrem Verhalten betroffen sind.

## Geschichte des Theorems
Als solches berühmt wurde das Theorem erst 10 Jahre nach seinem Erscheinen durch Robert K. Mertons bekanntes Soziologie-Lehrbuch Social Theory and Social Structure aus dem Jahr 1938, und Merton war es auch, der es, über das zugängliche Material dazu verfügend, als Fallbeispiel einer wissenschaftssoziologischen Analyse auswählte.
Dabei war William I. Thomas’ und Dorothy S. Thomas’ The Child in America: Behavior Problems and Programs, in dem das Theorem erstmals auftaucht, nach seinem Erscheinen 1928 durchaus in führenden Fachzeitschriften wie American Journal of Sociology, Social Forces (North Carolina State University) und Sociology and Social Research (University of Southern California) besprochen worden, ohne jedoch darin von dem Theorem Notiz zu nehmen. In der Folge verwendete es Kimball Young ohne nähere Quellenangabe als Motto zweier seiner aufeinander folgenden sozialpsychologischen Lehrbücher: Social Psychology (1930) und Social Attitudes (1931), und aus diesen wiederum übernahm Howard P. Becker das Zitat für seine Übersetzung von Leopold von Wieses Allgemeiner Soziologie (1924). Später freilich schrieb Becker die Urheberschaft des Theorems dem polnischen Soziologen Florian Znaniecki zu und verwies als Quelle auf The Polish Peasant in Europe and America (1918, 1927), wo es weder auf der angegebenen Seite 79 noch überhaupt zu finden ist.
Während der amerikanische Soziologe Willard Waller (1938:20) das Theorem falsch zitierte, spielte auch Merton (1938:333) nur beiläufig auf „W. I. Thomas’s sociological theorem“ an („Theorem“ hier nicht im strengen wissenschaftstheoretischen Sinne des Wortes) und auch das ohne präzise Quellenangabe, woraus sich schließen lässt, dass das Theorem den meisten Fachleuten nicht aus direkter Quelle, sondern lediglich indirekt über andere Autoren vermittelt wurde.
Dies führte Merton schließlich zu Betrachtungen über die Zitierpraxis in den Sozialwissenschaften, und damit zusammenhängend, wie in der Wissenschaft Urheberschaft und Prestige zuerkannt werden. Denn es war bei der Verbreitung des Theorems in der Literatur aufgefallen, dass bei der Nennung des Buches und bei der Zitierung des Theorems oft nur der eine (männliche) Koautor genannt worden war. Während einige dies mit Sexismus erklärten, war für Merton der Matthäus-Effekt die überzeugendere Hypothese, wobei er anmerkte, dass hierfür der unterschiedliche Status der Koautoren zum Zeitpunkt der Buchveröffentlichung im Jahr 1928 wesentlich gewesen sei – 65-jähriger Präsident der American Sociological Society auf der einen Seite, „Frau der soziologischen Wissenschaften und noch in ihren Zwanzigern“ auf der anderen. Tatsächlich, so Merton, müssten für das Buch beide Autoren genannt werden, was aber nicht für das Theorem gelte. Merton veröffentlichte zugleich als nachträgliche Grundlage hierfür einen an ihn gerichteten Brief von D. S. Thomas, datiert vom 10. September 1973, in dem sie in Bezug auf das Buch erklärte, dass der statistische Teils des Buches von ihr und das „Konzept der ‚Definition der Situation‘“ von W. I. stammten. Bei der Nennung des Namens „Thomas“ handele es sich auch nicht um ein Beispiel patriarchalischer Gepflogenheit der Subsumierung der Leistungen der Frau unter dem Namen ihres Mannes (Matilda-Effekt), da die Koautorin auch vor der Eheschließung mit Nachnamen „Thomas“ hieß.

## Vorläufer und Parallelen
Epiktet: Was den Menschen stört und in Schrecken versetzt, sind nicht Handlungen, sondern Meinungen und Vermutungen über Handlungen.
George Herbert Mead: Wenn ein Ding nicht als wahr anerkannt ist, dann fungiert es nicht als wahr innerhalb der Gemeinde. („If a thing is not recognized as true, then it does not function as true in the community.“)
Der Sozialwissenschaftler Richard Albrecht hat es in den letzten Jahren in Erinnerung gebracht und in zwei Feldern angewandt: einmal in einem Vortrag über die Wirksamkeit von Mythen am Beispiel des „Rheinmythos“, und zum anderen in einem Beitrag zur „Völkermordmentalität“ im Zusammenhang mit historischer und soziologischer Genozidforschung.

### Abgrenzungen
Der von John Maynard Keynes beschriebene und analysierte Schönheitswettbewerb soll die Logik veranschaulichen, nach der Börsenkurse sich nicht unbedingt gemäß der realwirtschaftlichen Situation entwickeln. Es geht davon aus, dass viele der Anleger Anlageentscheidungen nicht gemäß ihrer eigenen Einschätzung vom Wert z. B. einer Aktie treffen, sondern versuchen, die Meinung der anderen Marktteilnehmer zu erkennen (siehe auch Mitläufereffekt, Herdenverhalten).

## Kritik
Für Hans Lenk ist der Satz semantisch nicht ganz korrekt formuliert; denn unter „Situation“ wird, ohne die Unterscheidung explizit zu machen, einmal die subjektive Situationsdefinition und übergangslos die objektive Situation verstanden.